# Alexandre Martinovic
Alexandre Martinovic is een Bosnisch-Franse keeper in het betaald voetbal die uitkomt voor Maccabi Netanya.
Tussen 2003 en 2006 kwam hij uit voor Sochaux. Na het vertrek van Fréderic Herpoel moest hij samen met Bojan Jorgačević strijden om een vaste stek onder de lat. Tijdens het seizoen 2008/2009 speelde hij op uitleenbasis voor FCV Dender. Na één seizoen bij Dender keerde Martinovic terug naar KAA Gent, waar hij derde keeper werd, achter Bojan Jorgačević en Frank Boeckx. Hij zat dikwijls zelfs niet op de bank. Zijn contract, dat afliep in juni 2010, werd niet verlengd.
Op het einde van januari 2011 ondertekende hij een contract bij Hakoah Ramat Gan.
Vanaf het seizoen 2011-2012 speelt Alexandre in de Israëlische 1ste klasse, namelijk bij Maccabi Netanya. Hij speelde er 5 wedstrijden
Martinovic debuteerde in 2008 in het nationale team van Bosnië en Herzegovina.
| Jaar      | Club             | Positie | T  |   |   | D |   |   |   |
| --------- | ---------------- | ------- | -- | - | - | - | - | - | - |
| 2006-2007 | KAA Gent         | Keeper  | 5  | 0 | 0 | 0 | 0 | 0 | 0 |
| 2007-2008 | KAA Gent         | Keeper  | 0  | 0 | 0 | 0 | 0 | 0 | 0 |
| 2008-2009 | FCV Dender EH    | Keeper  | 5  | 0 | 0 | 0 | 0 | 0 | 0 |
| 2009-2010 | KAA Gent         | Keeper  | 0  | 0 | 0 | 0 | 0 | 0 | 0 |
| 2010-2011 | Hakoah Ramat Gan | Keeper  | 15 | 0 | 0 | 0 | 2 | 0 | 0 |
| 2011-2012 | Maccabi Netanya  | Keeper  | 5  | 0 | 0 | 0 | 0 | 0 | 0 |